# Liste der Träger des Order of the Republic of The Gambia (Grand Officer)

Bandschnalle „Order of the Republic of The Gambia“

In der Liste der Träger des Order of the Republic of The Gambia, Grand Officer sind Personen oder Organisationen gelistet, die den Orden Order of the Republic of The Gambia der Stufe Grand Officer (GORG) erhalten haben.
Die Liste ist noch unvollständig und soll stetig erweitert werden.

## Träger
Jahr der Verleihung nicht bekannt
- Edward Singhatey, Politiker
- Sheriff S. Sisay, Politiker[1]

2004
- Alieu M. Ngum, Secretary General and Head of the Civil Service
- Alh. Abdoulie Jobe, Imam Ratib of Banjul (posthum)

2006
- Madam Zineb Jammeh, First Lady von Gambia
- Aja Asombi Bojang, Präsident Yahya Jammehs Mutter
- Die kubanische medizinische Mission in Gambia (The Cuban Medical Mission in The Gambia)

2009
- Musa Gibril Bala Gaye, Finanz- und Wirtschaftsminister (Secretary of State for Finance and Economic Affairs)
- Alhaji Mpakary Conteh, Alkalo in Gambissara
- Major Musa Jammeh (posthum)
- Alh. Madikay Faal, Soldat

2022
- Ma Jianchun, chinesischer Botschafter[5]